# Strelcha
Strelcha (en búlgaro: Стрелча) es una ciudad de Bulgaria en la provincia de Pazardzhik.

## Geografía
Se encuentra a una altitud de 494 m s. n. m. a 105 km de la capital nacional, Sofía.

## Demografía
Según estimación 2012 contaba con una población de 3 901 habitantes.
|         | 2004  | 2005  | 2006  | 2007  | 2008  | 2009  | 2010  | 2011  |
| Mujeres | 2 343 | 2 329 | 2 311 | 2 267 | 2 246 | 2 232 | 2 214 | 2 074 |
| Varones | 2 228 | 2 186 | 2 153 | 2 097 | 2 061 | 2 041 | 2 026 | 1 947 |
| Total   | 4 571 | 4 515 | 4 464 | 4 364 | 4 307 | 4 273 | 4 240 | 4021  |